# Jacob Balgley
Jacob Balgley, né à Brest-Litovsk (actuelle ville de Brest en Biélorussie) le 7 mars 1891 et mort à Paris le 14 juin 1934 , est un peintre et graveur russe d'origine juive. 

## Biographie

### Jeunesse en Russie
Adolescent, Jacob Balgley quitte sa ville natale de Brest-Litovsk, où son père rabbin officie, pour rejoindre Saint-Pétersebourg et débuter des études de médecine.
Le jeune Balgley peint alors des icônes pour gagner sa vie et décide finalement de se consacrer au dessin et commence des études d'architecture aux Beaux-Arts d'Odessa.

### Arrivée à Paris - L'École de Paris
En 1911, Balgley s'installe à Paris, dans le quartier de Montparnasse au 9 impasse de l'Enfant-Jésus, dans l'intention de poursuivre ses études d'architecture.
Epris de la France, Balgley est engagé volontaire dans l'armée française dès 1914. En 1939, l'historien de l'art français Claude Roger-Marx écrit dans le catalogue d'exposition posthume consacré à Blagley: 
"Quand on demandait à Balgley de quel pays il était originaire, "De Paris" disait-il en souriant de son étrange sourire d'ange déchu. Il entendait par là que la France était le lieu de sa naissance spirituelle."
Il est cependant réformé pour troubles cardiaques, des troubles qui s'avèrent lui être fatals en 1934.
En 1915, il s'inscrit aux cours de philosophie et d'Histoire à l'École pratique des hautes-études puis en 1920 à l'École des arts décoratifs où il rencontre sa future femme, Alice Kerfers.
En 1920 et 21, le couple formé par Balgley et Kerfers parcourent la Côte d'Azur, l'Italie et enfin la Palestine.
En 1924, Jacob Balgley est naturalisé français. Le Musée du Luxembourg se porte acquéreur d'un ensemble de cinq de ses œuvres. C'est aussi sa première exposition personnelle chez le marchand Barbazanges. En effet, Jacob Balgley se refuse à exposer et préfère la quiétude de son atelier et de son travail solitaire de la gravure. 
Claude Roger-Marx écrit ainsi à propos de Balgley dans le catalogue d'exposition posthume Blagley : 
"[...] Balgley ne figurait dans aucun salon. Pour le connaître, il fallait franchir l'impasse de l'Enfant-Jésus. Le sol est jonché de tubes de couleurs, de dessins, d'estampes. Un réchaud à l'alcool porte un maigre repas. Le lit disparaît comme honteux, sous des livres qui constituent la nourriture la plus substantielle de Balgley: Platon, la bible, Spinoza. [...] Qu'importe la vie matérielle! il refuse tout ce qui lui paraît concession: créer un contact avec le public. Il s'estime au-dessus de la gloire. Il vit hors la vie, il en meurt."
Le critique d'art français Louis Vauxcelles écrit également dans une lettre à Balgley : 
"Mon bien Cher. Tu es complètement idiot. Je persiste à trouver tes eaux-fortes et tes pointes-sèches les plus belles qu'on fasse aujourd'hui. Donc en faisant tous mes efforts pour arriver au succès, je n'agis pas contre ma conscience de critique mais dans le sens même de ma conscience et de ma conviction. Aie confiance en ton meilleur ami. Vauxcelles."
Jacob Balgley meurt à l'âge de 43 ans d'une crise cardiaque. Une exposition posthume est organisée dans son atelier.

## Œuvre

### Gravure
Il réalise plusieurs eaux-fortes et pointes sèches, la plupart du temps de thème relatif à la Terre sainte et au judaïsme.
- Livre de conte édité par François Bernouard, dix-huit bois gravés, 1918[1].

### Dessin
- Le Joueur de mandoline, 2 dessins, lavis d'encre brune pour l'un (11 × 7 cm) et bleue pour l'autre (14 × 12 cm)[2]

### Peinture
- Le violoniste, huile sur toile (46x32cm)[2]
- Jeune violoniste, 1928, huile sur toile (65,5 × 46 cm)[2]
- Autoportrait, 1924, huile sur toile, collection privée[1]
- La jeune fille de Jérusalem, 1924, huile sur toile (93x73cm), collection privée[1]

## Collections publiques
- Musée du Luxembourg (deux gravures, deux dessins et une huile), Paris[1].

## Ouvrages
- Nieszawer & Princ, Histoires des artistes Juifs de l'École de Paris, 1905-1939, (Denoël, 2000 - Somogy, 2015) Les étoiles éditions, 2020, p.65-66.

## Galerie d'images

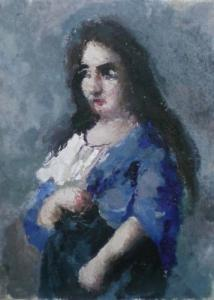
Portrait de femme
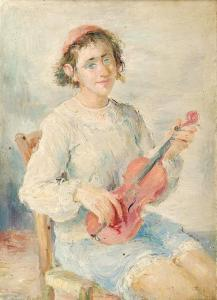
Jeune violoniste
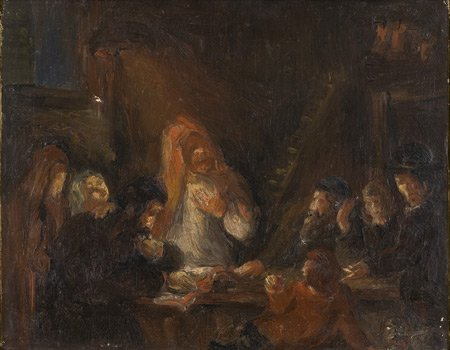
Scène biblique
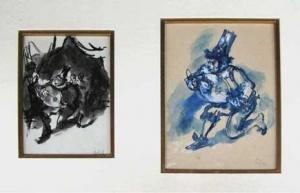
Le Joueur de mandoline
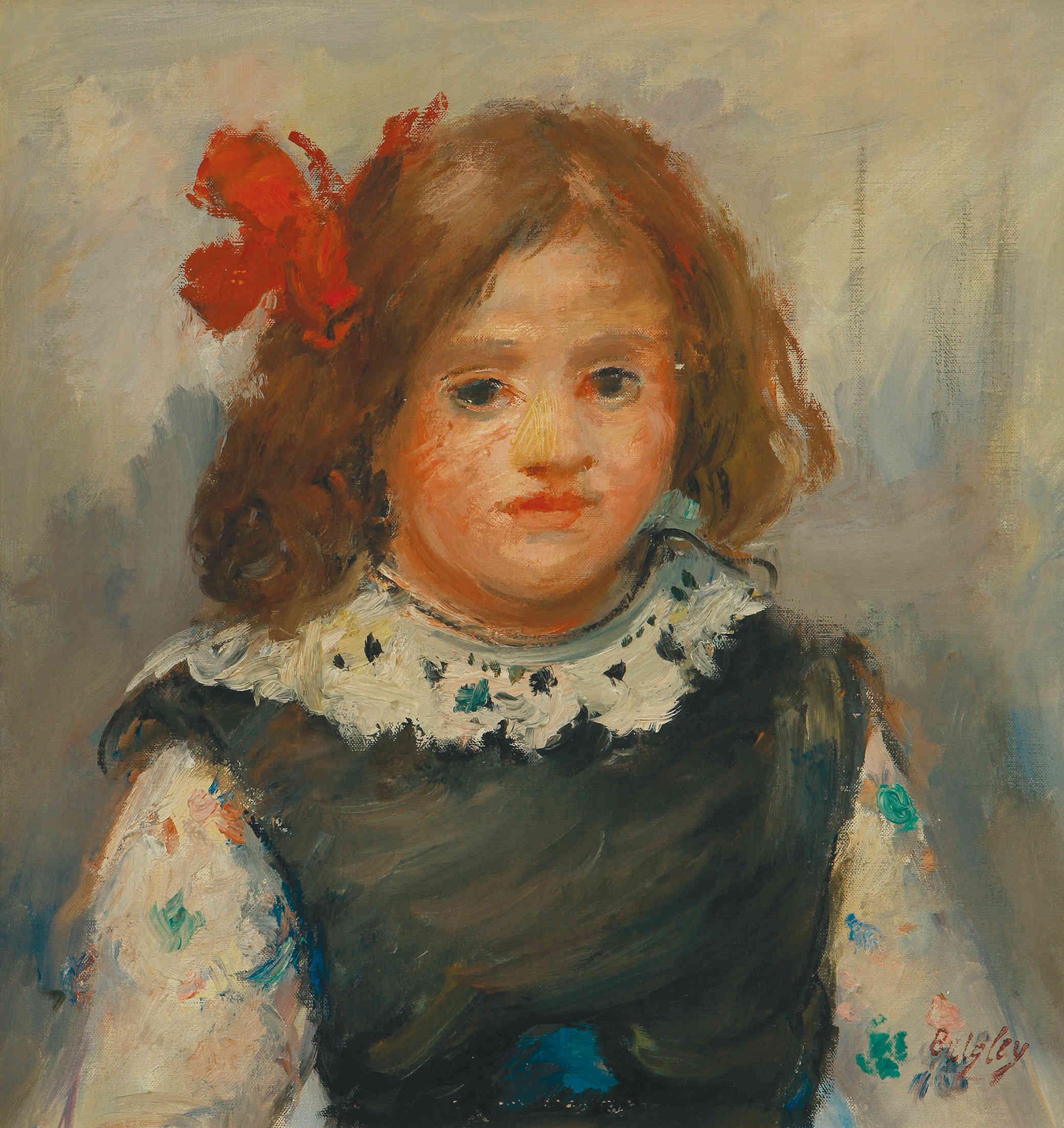
Portrait d'enfant
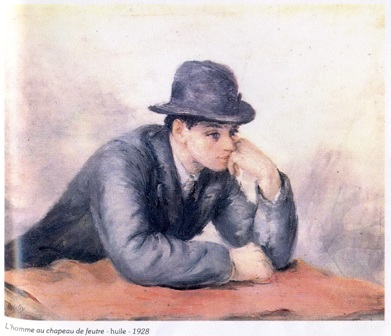
L'homme au chapeau de feutre
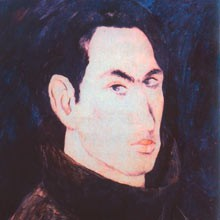
Autoportrait